# محطة دانوب (مترو دبي)
محطة دانوب (بالإنجليزية: Danube station)؛ هي محطة نقل سريع على الخط الأحمر لشبكة مترو دبي التي تخدم دبي في الإمارات العربية المتحدة، تعد ثالث المحطات المتجهة من محطة جبل علي نحو محطة مركز الإمارات العربية المتحدة للصرافة.
تقع محطة الدانوب على طريق الشيخ زايد بين تقاطعات طريقي D57 وE77 وإلى الشرق منها تقع منطقة جبل علي الصناعية 1. وإلى الغرب تقع منطقة مينا جبل علي. وتقع المحطة بالقرب من عدد من خطوط الحافلات.